# Sumber (plaats in Cirebon)
Sumber is een bestuurslaag in het regentschap Cirebon van de provincie West-Java, Indonesië. Sumber telt 9277 inwoners (volkstelling 2010).